# Comarca de Tudela
La Comarca de Tudela es una comarca y una zona formada por una sola subzona (según la Zonificación Navarra 2000) de la Comunidad Foral de Navarra (España). Dicha comarca está formada por 19 municipios y forma parte de la Merindad de Tudela.

## Geografía física

### Situación
La comarca se encuentra situada en la parte sur de la Comunidad Foral de Navarra dentro de la zona geográfica denominada Ribera de Navarra, por ella discurre el río Ebro y sus afluentes el Queiles y el Alhama. La comarca tiene 1.329 km² de superficie y limita al norte con la comarca de la Ribera Arga-Aragón, al este y sur con la Provincia de Zaragoza en la comunidad autónoma de Aragón, al oeste con la comunidad autónoma de La Rioja.

## Municipios
La Comarca de Tudela está formada por 19 municipios y la comunidad y facería de las Bardenas Reales, que se listan a continuación con los datos de población, superficie y densidad correspondientes al año 2017 según el INE. 
| Municipio       | Población | Superficie | Densidad |
| --------------- | --------- | ---------- | -------- |
| Ablitas         | 2514      | 77,48      | 32.45    |
| Arguedas        | 2300      | 66,93      | 34.36    |
| Bardenas Reales | 0         | 420,6      | 0        |
| Barillas        | 218       | 2,90       | 75.17    |
| Buñuel          | 2232      | 36,38      | 61.35    |
| Cabanillas      | 1366      | 35,66      | 38.31    |
| Cascante        | 3780      | 62,93      | 60.07    |
| Castejón        | 4116      | 18,07      | 227.78   |
| Cintruénigo     | 7839      | 37,34      | 209.94   |
| Corella         | 7640      | 81,35      | 93.92    |
| Cortes          | 3137      | 36,54      | 85.85    |
| Fitero          | 2034      | 43,23      | 47.05    |
| Fontellas       | 963       | 22,26      | 43.26    |
| Fustiñana       | 2466      | 66,91      | 36.86    |
| Monteagudo      | 1078      | 10,84      | 99.45    |
| Murchante       | 3944      | 13,22      | 298.34   |
| Ribaforada      | 3704      | 28,95      | 127.94   |
| Tudela          | 35 298    | 215,06     | 164.13   |
| Tulebras        | 123       | 3,81       | 32.28    |
| Valtierra       | 2384      | 50,27      | 47.42    |

## Demografía
| 2003   | 2004   | 2005   | 2006   | 2007   | 2008   | 2009   |
| ------ | ------ | ------ | ------ | ------ | ------ | ------ |
| 80.517 | 81.365 | 82.666 | 83.667 | 83.778 | 86.273 | 88.090 |

## Administración
Todos los municipios de la comarca se agrupan en la Mancomunidad de La Ribera, que es un ente supramunicipal que gestiona los servicios de recogida y tratamiento de residuos urbanos, la limpieza viaria, la oficina de rehabilitación de viviendas, el centro de acogida de animales, o el alquiler de escenarios y gradas.